# 素坤逸站
素坤逸站（音素換寫：S̄t̄hānī s̄uk̄humwith，皇家轉寫：Sathani Sukhumvit）位於泰國首都曼谷孔提縣之素坤逸路，毗鄰「素坤逸廿一街」(阿速街)，站碼為 SUK。該站毗鄰曼谷大眾運輸系統(BTS)素坤逸線之阿速車站 ，乘客可以在此站轉乘。

## 車站構造
| FB | 天橋               | 往阿速車站天橋                       |
| G  | -                  | 巴士站                               |
| B1 | 地庫               | 1–3號出口及地下商場                  |
| B2 | 大堂               | 售票機                               |
| B3 | 1號月台            | MRT 往曼瓦（詩麗吉王后國家會議中心） |
| B3 | 島式月台，右側開門 |                                      |
| B3 | 2號月台            | MRT 往島本（碧武里）                 |

## 鄰近地點
- 出口 1：
  - 「素坤逸廿一街」(阿速街)
  - 沙炎俱樂部 (Siam Society)
  - P.S. Tower
  - 中泰大廈 (Sino-Thai Tower)
- 出口 2：
  - 「素坤逸廿一街」(阿速街)
  - 茉莉大廈 (Jasmine Building)
  - Glass Hus Building
  - 「素坤逸廿三街」
- 出口 3：
  - 曼谷集體運輸系統(BTS)素坤逸線之阿速車站
  - 素坤逸路 (Sukhumvit Road)
  - 「素坤逸十九街」
  - 羅賓遜百貨商場
  - 時代廣場商業中心 (Time Square Tower)

## 公共汽車
- 公共汽車：2, 25, 38, 40, 48, 98, 136, 185, 501, 508, 511 及 513

## 外部連結
- 曼谷地鐵公司的官方網站
- 曼谷集體運輸系統(架空電車)的官方網站